# Эрзу
«Э́рзу» (в переводе с чеченского — орлы, орёл) — российский футбольный клуб из Грозного. Лучшее достижение — 3-е место в зоне «Запад» первой лиги в 1993 году.

## История
Ранее, помимо главной команды республики — игравшего в первой и второй лигах первенства СССР «Терека», в городе существовала команда «Нефтяник», выступавшая в республиканских соревнованиях, а также, в некоторых сезонах (1976, 1988, 1991), в первенстве РСФСР среди КФК. В середине 1991 года её взял под своё покровительство чеченский бизнесмен Русланбек Лорсанов, и команда поднялась с 12-го места на итоговое 3-е в 8-й зоне первенства РСФСР среди КФК, костяк команды составили чеченские футболисты, не подошедшие «Тереку».
Попав в результате реорганизации постсоветского футбола сразу во вторую лигу чемпионата России, «Эрзу» выиграл турнир 1-й зоны, а в следующем сезоне-1993 добился своего лучшего достижения: третьего места в западной зоне первой лиги. 13 домашних побед было присуждено «Эрзу» за неявку соперников на матч в Грозный. По словам тогдашнего главного тренера команды Ваита Абдул-Хамидовича Талгаева, руководству «Эрзу» даже приходилось заранее предлагать соперникам ничью, лишь бы те приехали в Грозный на игру.
Хотя «Эрзу» существовал на личные средства Лорсанова, не получал государственной поддержки и был частным клубом, президент Чечни генерал Джохар Мусаевич Дудаев посещал домашние матчи «Эрзу» и поздравлял команду в раздевалке после побед. Селекционная политика клуба основывалась на доверии в первую очередь к местным, чеченским футболистам, однако в её составе были и игроки с опытом выступлений в высшей лиге. При команде существовала детско-юношеская футбольная школа, которая к 1994 году осталась в Чечне единственной.
В первом круге сезона 1994 года команда, выступая в первой лиге российского чемпионата, была в лидирующей группе и реально претендовала на выход в высшую лигу. Некоторые команды при этом по-прежнему не решались на приезд в Грозный: «Звезде» (Иркутск), «Океану», «Звезде» (Пермь) и «Асмаралу» были засчитаны технические поражения. Последним матчем «Эрзу» на своём поле стала встреча 1 июля с петербургской командой «Смена-Сатурн», грозненцы одержали победу со счётом 3:0. После этого команда сыграла ещё 4 выездные игры. В августе руководством ПФЛ, «Эрзу» и другим чеченским командам, было рекомендовано проводить домашние матчи на нейтральных полях — предполагалось что «Эрзу» будет играть в Кисловодске; ряд матчей был перенесён на более поздний срок. В связи с дальнейшим обострением политической и военной обстановки в Чечне, по просьбе руководства республиканской федерации футбола, «Эрзу», как и другие команды из Чечни, была снята с чемпионата, а в оставшихся матчах (в том числе ранее перенесённых) ей были засчитаны технические поражения: всего 23 игры «Эрзу», то есть более половины, были зафиксированы в таблице с техническими результатами.
К концу 1994 года после начала первой чеченской войны клуб прекратил существование. Матч против «Смены-Сатурн» стал не только последним на профессиональном уровне в Грозном перед началом военных действий, но и оставался последней победой представляющей Грозный команды до начала 2001 года.